# ネクロマンティック
ネクロマンティック（Nekromantik）は、1987年に公開された、ドイツの映画監督ユルグ・ブットゲライトによるホラー映画、エログロ映画である。

## 概要
『死の3部作』の第1弾となる本作は多くの国で上映禁止となった挙句、制作国であるドイツでは、裁判所からネガやフィルムを含めた素材全ての破棄を命じられるなど物議を醸している。また、テーマであるネクロフィリアと大胆な描写のためにカルト映画としても知られている。
キャッチコピーは『屍体とし・た・い。』。
日本語字幕の翻訳は柳下毅一郎。

## あらすじ
死体清掃会社で働くロベルト（ダクタリ・ロレンツ）。誰もが嫌がるその仕事だが、彼にとっては趣味と実益を兼ねた物だった。そう、彼はネクロフィリア(死体愛好)で、仕事を通して手に入れた死体の一部を保存・鑑賞する事を、最大の至福としていた。そして同嗜好の趣味を持つガールフレンドのベティ（ベアトリス・M）と共に、そのコレクションを楽しんでいたのだった。
そんなある日、彼は仕事で、事故死でありながら、全身が綺麗に揃った死体に出会う。そして、密かにその死体を自宅に持ち帰ってしまう。その見事なまでの死体を目にし、興奮しながら喜ぶベティは、スチールパイプを死体の股間部分に突き立て、そのままベッドでロベルトも交えて、禁断の行為に耽るのだった…。

## スタッフ
- 監督 - ユルグ・ブットゲライト
- 製作 - マンフレッド・オー・イェリンスキー
- 脚本 - ユルグ・ブットゲライト、フランツ・ローデンキルヒェン
- 音楽 - ヘンリー・コップ、ダクタリ・ロレンツ、ジョン・ボーイ・ウォルトン
- 撮影 - ウーエ・ボーラー
- 編集 - ユルグ・ブットゲライト、マンフレッド・オー・ジェリンスキー
- 特殊効果 - ユルグ・ブットゲライト、サミー・バルカス
- 配給 - オリオン・ピクチャーズ

## 日本での発売
本作がビデオ化されたのは、1995年8月25日に発売された『特別編』だった。これは本作とその続編である『ネクロマンティック2』を監督自らが再編集したもので、前半は『1』、後半は『2』となっている。その後、オリジナル完全版として1996年9月9日に単巻VHSがリリースされた。2001年2月23日にはDVD版が発売。同日には3部作(
『1』『2』『死の王』)
全てを収録したボックスDVDが発売された（完全限定生産）。2015年4月2日には、Blu-ray版が発売（BOX版は完全限定生産）。本編が始まる前には、本作品がドイツで上映禁止処分を受けたことや素材の廃棄処分を受けたために再生が十分ではない可能性があるという注意書きが表示される。

## オリジナルサウンドトラック
- Nekromantik Original Sound Track LP[1]
- By One Wsy Static

## 備考
- ベティとともに屍体と性交する描写、老人の頭をスコップで吹き飛ばす場面、ロベルトが最後に自殺の描写など、淫蕩で、グロテスクで、残虐な場面が数多い。

- 劇中で流れる音楽はシンプルなもので、何度も繰り返されることが多い。この楽しげな音楽が本作品における倒錯的な描写の土台であり、それがロベルトの屍体への気持ちを表している。ロベルトとベティが屍体とセックスするシーンやロベルトが自殺する場面をはじめ、映画の至るところでこの曲は流れる。

- 撮影開始時点で本作のシナリオは固まっておらず、結末も決まっていなかった。そうした状況を嫌ったロベルト役のダクタリ・ロレンツはだんだんと撮影に消極的になり、撮影終盤はカメラの前に立つことを渋っていたという。

- 当初ベティ役の女優探しは難航し、オーディションも行ったが決まらなかった。製作陣はベアトリスを見つけ彼女は快諾したが、彼女とロベルト役のダクタリは馬が合わず、ベッドシーンで喧嘩を始めるほどだったという。監督のユルグ・ブットゲライトは「これには頭を悩まされた」と語る一方、その喧嘩の場面を本編でベティが職を失ったロベルトを罵る場面に流用したとも語っている。

- 作中で登場する死体の眼球は、監督自身が「医大生だ」と嘘をついて屠畜場から格安で譲り受けた豚の眼球である。